# Andrea Seghizzi
Andrea Seghizzi (ur. w 1630 w Bolonii, zm. w 1684 tamże) – włoski malarz barokowy, aktywny głównie w Bolonii.
Urodził się w Bolonii w 1630. Początkowo kształcił się pod kierunkiem malarzy Francesca Albaniego i Lucia Massari, później pracował z Franceskiem Brizio i Franceskiem Gessim głównie malując freski. Współpracował z Colonną przy dekoracji Pałacu arcybiskupiego w Rawennie. Następnie dołączył do Colonny i Curtiego w Parmie.